# Јураја (Алабама)
Јураја (енгл. Uriah) насељено је место без административног статуса у америчкој савезној држави Алабама.

## Демографија
По попису из 2010. године број становника је 294.
| Група             | 2000.    | 2010.       |
| Белци             | 0 (0,0%) | 203 (69,0%) |
| Афроамериканци    | 0 (0,0%) | 61 (20,7%)  |
| Азијати           | 0 (0,0%) | 1 (0,3%)    |
| Хиспаноамериканци | 0 (0,0%) | 6 (2,0%)    |
| Укупно            | 0        | 294         |